# Antonia da Barignano
Antonia da Barignano (Brescia, 1399 – 1471) è stata una nobildonna lombarda. Era figlia di Giacomino di Barignano e fu amante di Pandolfo III Malatesta.

## Biografia

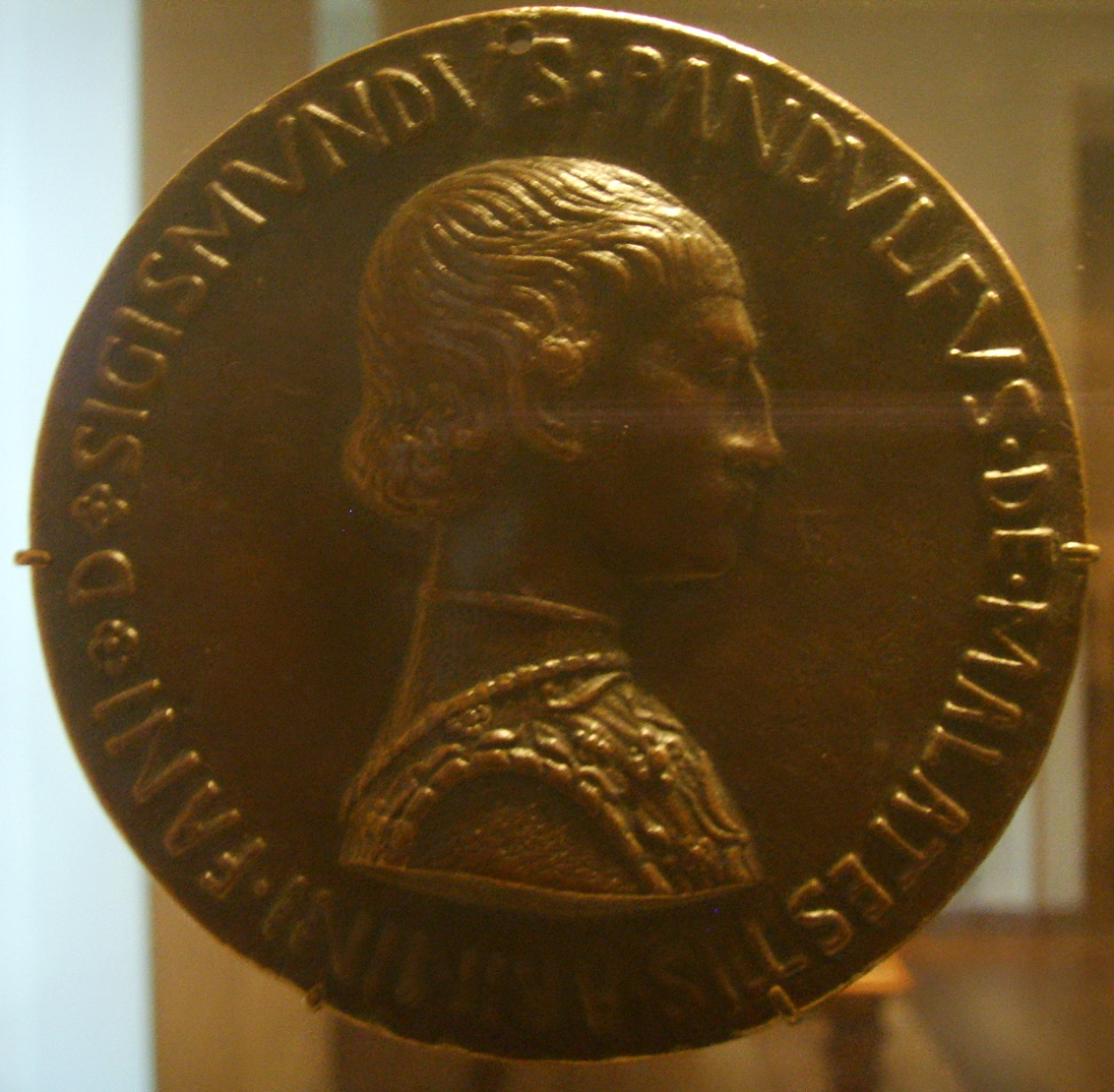
Medaglia di Sigismondo Pandolfo Malatesta (recto), Pisanello, National Gallery of Art, Washington D.C.

Quando incontrò il Signore di Fano Pandolfo, lei era una ragazza, lui invece era già un uomo maturo.
Diede a Pandolfo tre figli:
- Galeotto Roberto Malatesta (1411  – 1432), anche se alcune fonti riportano che in realtà fu figlio di un'altra amante di Pandolfo, Allegra de' Mori[3];
- Sigismondo Pandolfo Malatesta (Brescia, 19 giugno 1417  – Rimini, 7 ottobre 1468);[4]
- Domenico Malatesta (Novello) (Brescia, 6 aprile 1418  – Cesena, 20 novembre 1465).

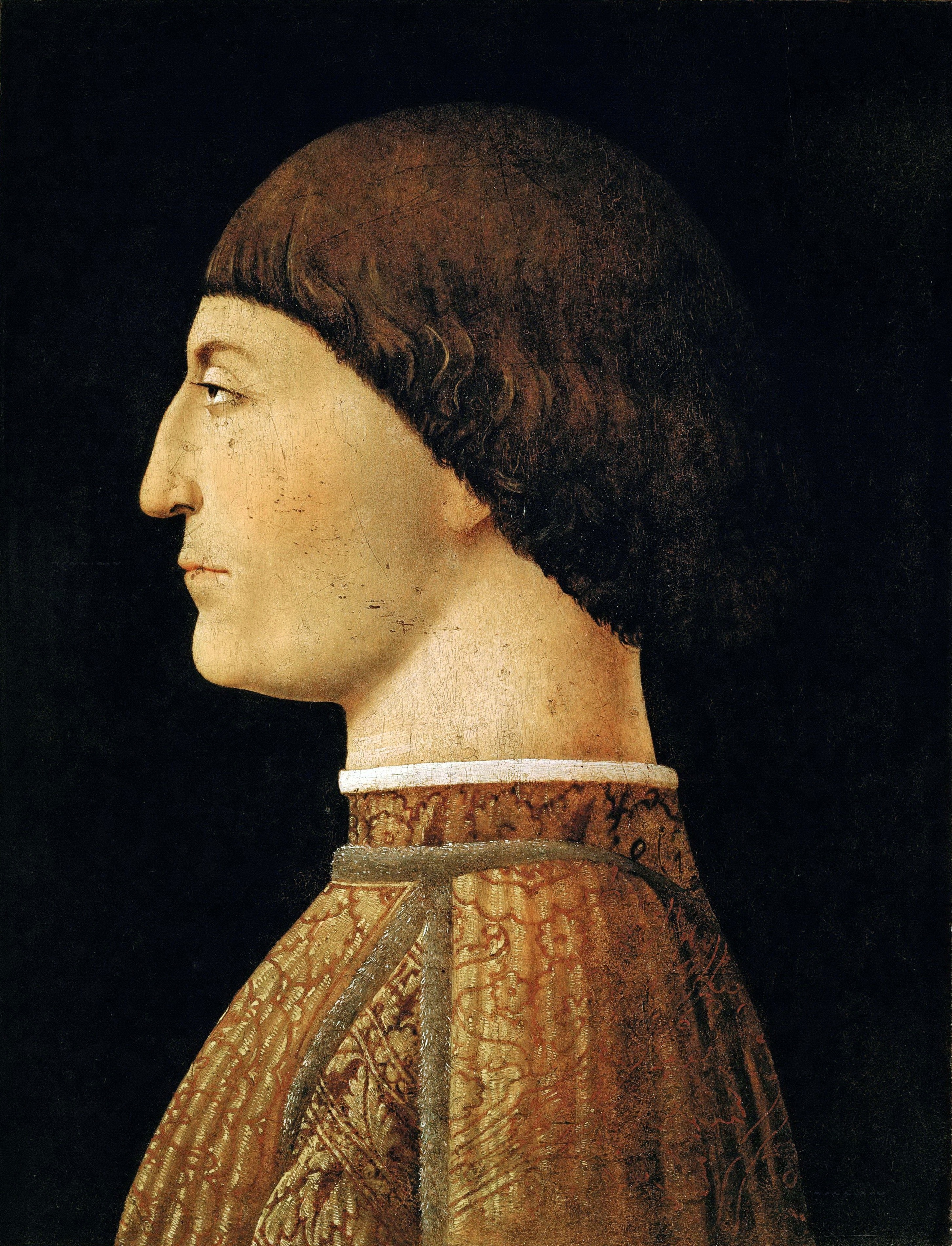
Sigismondo Pandolfo Malatesta, ritratto di Piero della Francesca

Durante la sua permanenza in Romagna, visse prevalentemente a Rimini.
Era proprietaria di un'osteria sul fiume Uso e aveva diritto di traghetto e di riscossione del relativo dazio anche sul Fiumicino.
Era nata e viveva a Brescia, città di cui Pandolfo era diventato Signore nel 1404, ed apparteneva alla famiglia nobile dei Bargnani.
Persa la Signoria nel 1421, Pandolfo si trasferì con i figli a Rimini.
Morto Pandolfo, i bambini andarono a vivere dallo zio paterno Carlo I Malatesta a Rimini.
Nel 1429 i suoi figli ereditarono Rimini, Fano e Cesena e altri territori delle Marche e della Romagna
dallo zio Carlo I Malatesta che aveva ottenuto la loro legittimazione dal papa.
I fratelli esercitarono il governo in forma collegiale fino alla morte di Galeotto nel 1432, poi Sigismondo e Domenico si divisero i possedimenti. A Domenico toccò Cesena, Bertinoro, Meldola, Cervia e altri contadi; a Sigismondo la parte orientale del Rubicone.
Altre fonti riportano invece che dapprima a ereditare fu Galeotto Roberto, poi alla sua morte subentrarono Sigismondo e Domenico. Altre fonti ancora spiegano che in effetti soltanto Galeotto era maggiorenne e governò con l'aiuto della zia Elisabetta Gonzaga, vedova di Carlo I Malatesta.
Antonia interveniva spesso per risolvere i conflitti nascenti tra i figli.